# Reportérový gen

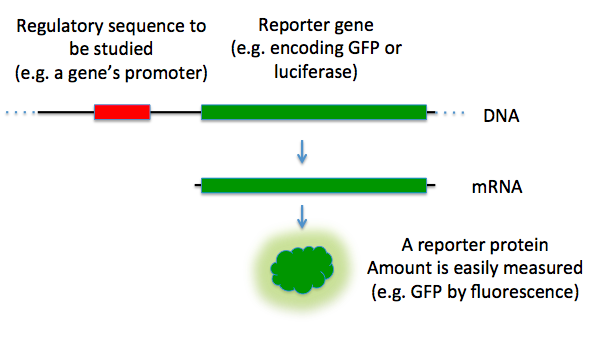
Reportérový gen je vložen za promotor. Transkripcí vzniká mRNA a translací pak reportérový protein (např. GFP, měřený fluorescencí), jehož množství odpovídá aktivitě promotoru nebo jiné regulační sekvenci.

Reportérový gen (nebo zkráceně reportér) je gen, jehož fenotypové vlastnosti lze jednoduše identifikovat a změřit. Vložením této specifické nukleotidové sekvence do biologického systému vzniká produkt, jehož přítomnost přímo souvisí s probíhající genovou expresí.  Reportéry slouží v molekulární biologii zejména k vizualizaci exprese genů, které je obtížné kvantifikovat. 

## Mechanismus
Obecně je reportérový gen připojen (pomocí technik rekombinantní DNA) k promotorové sekvenci v expresním vektoru, který je transfekován do buněk. Fungování reportéru je ověřeno pomocí testování přítomnosti reportérové mRNA, exprimovaného proteinu nebo enzymatické aktivity exprimovaného proteinu. Ideální reportérový systém využívá takové produkty, které nejsou v buňkách endogenně přítomny a nedochází tedy k falešně pozitivním výsledkům. 

## Aplikace
Reportérové geny jsou používány pro in vitro a in vivo aplikace v buňkách bakterií, tkáňových kulturách, živočiších nebo rostlinách.  S jejich pomocí lze studovat sekvence promotorů a enhancerů, aktivitu transkripčních faktorů, buněčné procesy úprav mRNA nebo translaci. Využívány jsou také pro monitorování úspěšnosti transfekce, sledování interakcí mezi proteiny, intracelulární lokalizaci proteinů a další. 

## Typy reportérů
Výběr reportérového systému závisí na použité buněčné linii, povaze experimentu a možnostech přizpůsobení testování pro odpovídající detekci. 

### Chloramfenikol acetyltransferáza
Jedním z původních používaných reportérů je gen pro chloramfenikol acetyltransferázu (CAT). CAT je bakteriální enzym, který detoxikuje antibiotikum chloramfenikol pomocí přenosu acetylu z acetyl-CoA. Vzniklé acetylované produkty lze separovat tenkovrstvou chromatografií. Tento enzym je stabilní a není endogenně exprimován v savčích buňkách. Z důvodu nutnosti použití radioizotopů pro detekci a relativně nízké citlivosti se však tento reportér už nepoužívá v tak široké míře. 

### β-galaktosidáza
Bakteriální enzym β-galaktosidáza katalyzuje hydrolýzu cukrů β-galaktosidů (např. laktózy). Enzymatická aktivita může být testována pomocí spektrofotometrie, fluorometrie nebo luminimetrie. Při spektrofotometrické analýze jsou používány upravené substráty (např. o-nitrofenyl-β-D-galaktopyranosid), jež po hydrolýze poskytují barevné produkty. Pro měření fluorescence je nutné použít fluorogenní substrát, např. β-methyl umbelliferyl galaktosid (MUG) nebo fluorescein digalaktosid (FDG). Použití těchto substrátů umožňuje detekci enzymové aktivity v jednotlivých buňkách a tedy i použití fluorescenční průtokové cytometrie. Analýza na základě chemiluminiscence, která využívá substráty na bázi 1,2-dioxetanu, poskytuje nejvyšší citlivost a dynamický rozsah. V molekulární biologii je tento reportér využíván často jako kontrolní vektor pro monitorování úspěšnosti transfekce. Použití β-galaktosidázy může být limitováno v savčích buněčných liniích, které enzym endogenně produkují. Zvýšením pH lze však tuto aktivitu potlačit. 

### Luciferáza
Luciferázy jsou enzymy, které oxidací substrátů umožňují bioluminiscenci různých organismů. Jako reportér se využívá gen pro luciferázu z bakterií, ze světlušek (Photinus pyralis) nebo mořské renily fialové (Renilla reniformis). Množství světla vyprodukované v určitém intervalu přímo odpovídá aktivitě enzymu. Výhodou luciferázových testů je zejména jejich citlivost a rychlost. Jsou používány pro in vivo aplikace v rostlinných i tkáňových buňkách. 

### Sekretovaná alkalická fosfatáza
Sekretovaná alkalická fosfatáza (SEAP) je upravená forma placentárního lidského enzymu, který katalyzuje defosforylaci širokého spektra substrátů při zásaditém pH. Odstraněním 24 aminokyselin z C-konce je umožněno uvolnění enzymu z buněčných membrán do živného média. Díky detekci z média je zachována integrita a viabilita buněk pro další experimenty. Aktivitu enzymu lze měřit spektrofotometricky (použití p-nitrofenyl fosfátu jako substrát) nebo pomocí dvoukrokové bioluminiscenční analýzy, která je citlivostí srovnatelná s luciferázovým reportérem. 

### Zelený fluorescenční protein
Zelený fluorescenční protein (GFP) byl izolován z medúzy Aequorea victoria. Tento autofluorescenční protein (nevyžadující přítomnost žádných kofaktorů nebo substrátů pro emisi) emituje zelené světlo (508 nm) po excitaci UV zářením (395 nm) nebo modrým světlem (475 nm). Výhodou použití GFP je tak zejména možnost přímého monitorování exprese proteinu v živých buňkách nebo organismech. Pomocí GFP tak lze studovat transport, lokalizaci nebo interakce proteinů v buňkách. Úpravou genu pro GFP byly vytvořeny mutantní proteiny, které emitují světlo o jiných vlnových délkách (a tedy v jiných barvách). Mutantní proteiny mohou být v experimentech použity najednou pro současné sledování různých buněčných pochodů a jejich interakcí. 